# Neville Neville
Neville Neville (Sídney, Australia, 26 de septiembre de 1949-7 de agosto de 2015) fue un jugador de críquet británico, agente de fútbol y director. Es el padre de los exfutbolistas Gary y Phil Neville, y de la exjugadora de netball, Tracey Neville, y abuelo del futbolista e hijo de Phil, Harvey Neville.

## Carrera de críquet
Neville jugó críquet para el Greenmount Cricket Club en la Bolton Cricket League durante la década de 1980. Su hija Tracey cita esto como su primer recuerdo del deporte. 

## Familia
Neville y su esposa, Jill, ex-mánager general y secretaria del club Bury, de la English Football League, tuvieron tres hijos: Gary y los gemelos Tracey y Phil.
Neville era el agente de sus dos hijos. Representó a los dos jóvenes Neville durante las charlas de contrato con sus clubes respectivos. Después de la Eurocopa de 2004, Neville negoció con el ejecutivo David Gill, de Manchester United.

Cuando su hijo mayor Gary decidió posponer cualquier partido testimonial hasta que su carrera hubiera terminado, Neville dijo: "En este día y edad, cuando los jugadores ganan fantásticas cantidades de dinero, pensamos que sería mejor crear algún tipo de facilidades para los aficionados".

## Arresto
El 26 de marzo de 2013, Neville fue arrestado por la Policía del Gran Mánchester en sospecha de agresión sexual. Estuvo en libertad bajo fianza hasta mayo de ese mismo año, con consultas pendientes. Fue declarado inocente el 19 de diciembre de 2013.

## Muerte
Neville murió el 7 de agosto de 2015 en Sídney, a los 65 años, a causa de un ataque al corazón. Se enfermó mientras estaba en Australia apoyando a su hija Tracey, entrenadora de la selección inglesa de netball, durante el Campeonato Mundial de Netball de 2015. Los jugadores de Manchester United llevaron bandas de color negro en el brazo durante su juego contra Tottenham Hotspur el 8 de agosto de 2015, mientras que el equipo de Inglaterra de netball realizó un minuto de silencio antes de disputar el partido por el tercer puesto del Campeonato Mundial, el cual ganaron. El funeral de Neville tuvo lugar el 27 de agosto de 2015 en Bury, Mánchester.